# Mimoplocia affinis
Mimoplocia affinis är en skalbaggsart som beskrevs av Stefan von Breuning och Jean François Villiers 1983. Mimoplocia affinis ingår i släktet Mimoplocia och familjen långhorningar.
Artens utbredningsområde är Filippinerna. Inga underarter finns listade i Catalogue of Life.